# Ультрамарин

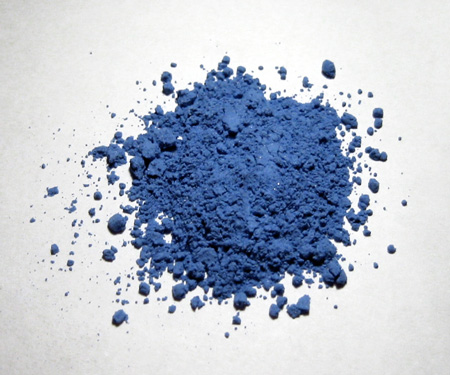
Натуральний синій ультрамарин

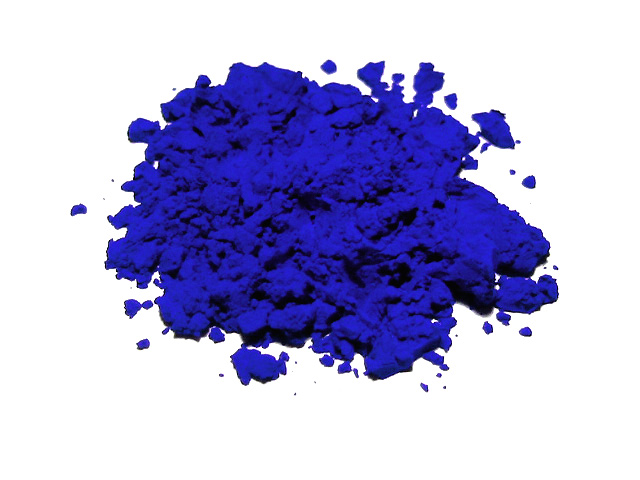
Синтетичний синій ультрамарин

Ультрамари́н — синя фарба, складна хімічна сполука, алюмосилікат натрію, який містить сірку.
Добувають нагріванням суміші каоліну, сірки, соди і вугілля з невеликою кількістю цукру. Природний ультрамарин був відомий ще задовго до нашої ери, він являє собою мінерал лазурит або ляпіс-лазурит такого складу: Na8Al6Si6S4O24. Пізніше розроблено способи добування штучного ультрамарину, який за своїм складом і якістю не поступається перед природним. Ультрамарин — порошок синього кольору, нерозчинний у воді та органічних розчинниках, стійкий проти дії лугів і світла. Розчини кислот руйнують ультрамарин.

## Отримання
Процес виробництва ультрамарину здійснюється термічним способом у дві стадії. Тонкоподрібнену шихту, що складається з алюмосиліката — каоліну, аморфного діоксиду кремнію (інфузорної землі), соди, сірки, коксу або пеку (бітуму), Брикетують і піддають відновному випалу без доступу повітря.
Спочатку при температурі 450 °С утворюються полісульфід і видаляється вода, потім при 780—800 °С виходить проміжний продукт — зелений ультрамарин.
На другій стадії окислювального випалення при доступі повітря і температурі 450 °С відбувається перетворення зеленого ультрамарину в синій і видалення надлишку сірки.
Випал шихти проводиться послідовно в двох обертових печах безперервної дії. Обпалений напівфабрикат піддається мокрому розмелу, промивці від водорозчинних солей, гідросепарації і сушінню.

## Застосування
Цінність ультрамарину пов'язана з інтенсивністю його кольору. Застосовують ультрамарин для усунення жовтого забарвлення у білих продуктах і матеріалах (цукор, папір, білі тканини, пігменти тощо) для виготовлення художніх фарб, емалей, для забарвлення лінолеуму, гуми, шпалер, цементних плиток та ін.